# Frieder Schulz
Johannes Friedrich (Frieder) Schulz (* 19. Juli 1917 in Bruchsal; † 25. Dezember 2005 in Heidelberg) war ein deutscher evangelischer Liturgiewissenschaftler.

## Leben
Frieder Schulz war der Sohn eines Pfarrers. Er studierte, unterbrochen von seinem 8 ½ Jahre dauernden Militärdienst, evangelische Theologie an den Universitäten Tübingen, Halle, Erlangen und Heidelberg. Im Zweiten Weltkrieg erlitt er eine schwere Kriegsverletzung. Eine Zeit als Religionslehrer und Studentenpfarrer in Karlsruhe folgte. Seine erste Pfarrstelle trat Schulz in Wiesloch an. 1955 wurde er Rektor des Predigerseminars Petersstift in Heidelberg, anschließend Lehrbeauftragter für Praktische Theologie an der Universität Heidelberg. Er war Beauftragter der Badischen Landeskirche für gottesdienstliche Fragen und arbeitete in liturgischen Gremien auf landeskirchlicher und EKD-Ebene mit.

## Lehre
Für die Denkschrift Versammelte Gemeinde der Lutherischen Liturgischen Konferenz Deutschlands (1974) entwarf Frieder Schulz eine vierphasige Grundstruktur, in der Luthers Deutsche Messe und der oberdeutsche Predigtgottesdienst übereinstimmten. Dieses Modell liegt dem Evangelischen Gottesdienstbuch (1999) zugrunde. Indem Schulz die beiden klassischen Liturgietraditionen der Reformationskirchen als komplementäre Liturgien zusammenführte, schuf er eine Konzeption, die für die beiden Auftraggeber der Erneuerten Agende, die VELKD und die EKU, gleichermaßen attraktiv war.
Schulz sah seine Aufgabe aber auch darin, im neuen Agendenwerk die liturgischen Entwicklungen der 1970er und 1980er Jahre zu integrieren. Die Konzeption des Gottesdienstbuches (Stichwort: „schmiegsame Liturgie“) ist wesentlich durch Schulz’ Arbeit geprägt.

## Veröffentlichungen (Auswahl)
- Das Abendmahl als Communio. In: Monatsschrift für Pastoraltheologie 51 (1962), S. 132–148.
- Erwägungen zur liturgischen Gestaltung der „Ökumenischen Trauung“, in: Una Sancta 25 (1970) 264–273.
- Die Gebete Luthers (= Quellen und Forschungen zur Reformationsgeschichte. Band 44). Gütersloher Verlagshaus, Gütersloh 1976.
- Die Lima-Liturgie. Die ökumenische Gottesdienstordnung zu den Lima-Texten. Ein Beitrag zum Verständnis und Urteilsbildung. Johannes Stauda Verlag, Kassel 1983.
- Das Abendmahl nach der Kurpfälzischen Ordnung 1563. In: Coena Domini, Band I: Die Abendmahlsliturgie der Reformationskirchen im 16. / 17. Jahrhundert. Universitätsverlag, Fribourg 1983, S. 495–524.
- Die jüdischen Wurzeln des christlichen Gottesdienstes. In: Jahrbuch für Liturgik und Hymnologie 1984, S. 39–55.
- Alexander Völker (Hrsg.): Mit Singen und mit Beten. Forschungen zur christlichen Gebetsliteratur und zum Kirchengesang. Gesammelte Aufsätze. Luth. Verlags-Haus, Hannover 1996, ISBN 978-3-7859-0701-6.
- Gerhard Schwinge (Hrsg.): Synaxis. Beiträge zur Liturgik. Zum 80. Geburtstag des Autors. Vandenhoeck und Ruprecht, Göttingen 1997, ISBN 978-3-525-60398-7.